# Placca nordamericana

     Mappa delle placche terrestri. La placca nordamericana è mostrata in marroncino.

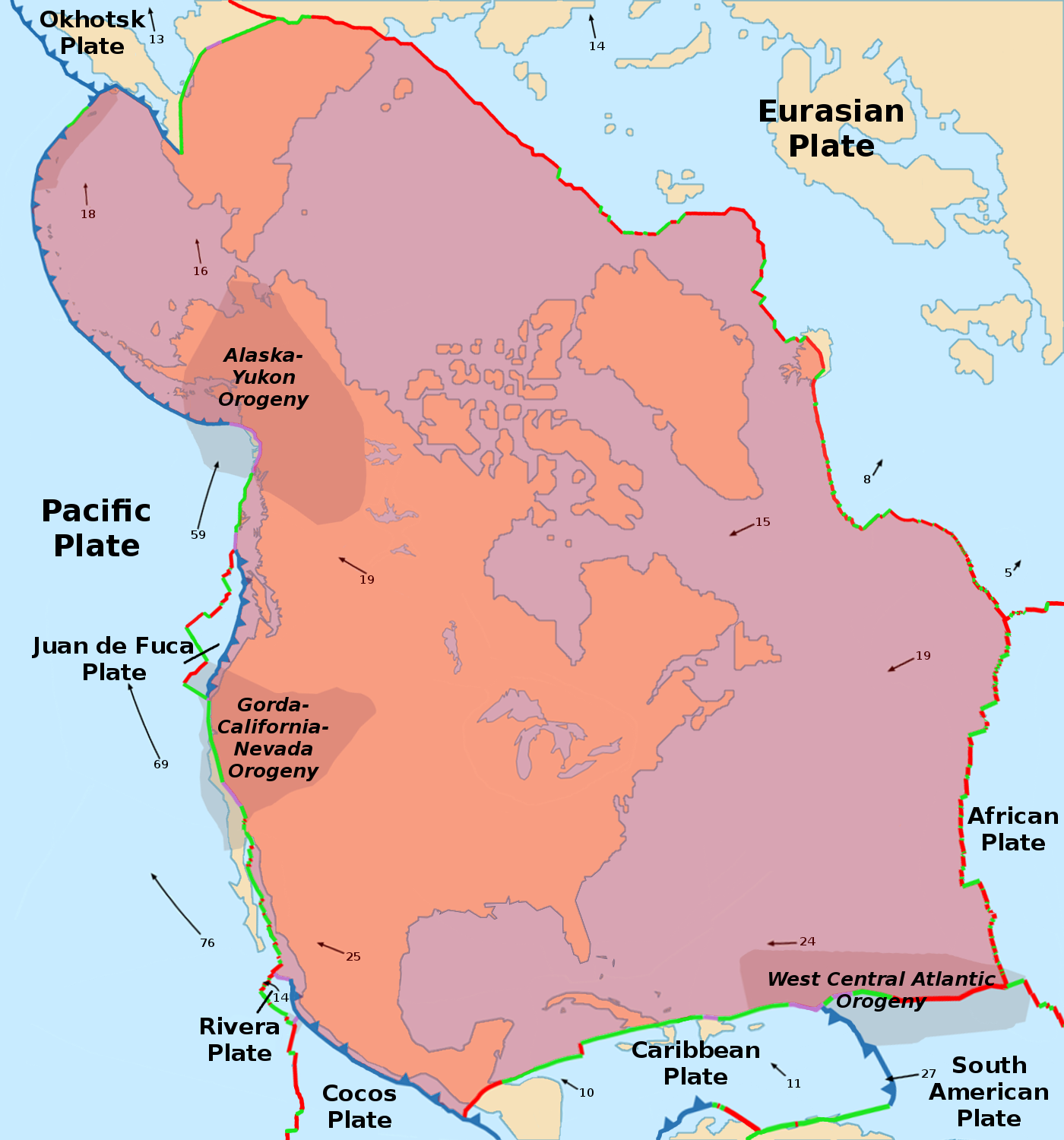
Dettaglio della placca nordamericana.

La placca nordamericana (o zolla nordamericana) è una delle maggiori zolle in cui è divisa la litosfera del nostro pianeta. 

## Storia
La zolla nordamericana è sempre stata, malgrado i suoi ampi territori di pianura, sempre emersa completamente, sin dai tempi della Pangea e della Gondwana; 225 milioni circa di anni fa, la zolla delle Galapagos e quella nordamericana, pur rimanendo unite (già prima lo erano) cambiano assetto lato-longitudinale, ed affluiscono sempre più a nord sino a raggiungere le posizioni attuali; nonostante gli sconvolgimenti terrestri della deriva dei continenti, gli studiosi ipotizzano che la zolla nordamericana non abbia mai cambiato "traiettoria", sino a pochissimi milioni di anni fa, quando è divenuta impercettibilmente opposta.
Il Messico, poche decine di milioni di anni addietro, è stato inglobato dalla zolla nordamericana; tuttavia prima faceva parte dell'unico gruppo di America centrale ed America meridionale; questo è accaduto nel mantello, la placca oceanica del Nord America, si è notevolmente ispessita rispetto alle zolle marine adiacenti, comportando nuovi territori annessi alla placca continentale statunitense e canadese.

## Descrizione
Si estende per la maggior parte sul territorio dell'America settentrionale e della Siberia nord-orientale, oltre che su parte dell'oceano Atlantico, del mare di Bering, del mare di Ochotsk e del mar Glaciale Artico; comprende inoltre il territorio della penisola della Kamčatka e le isole settentrionali del Giappone.
I suoi confini geologici sono:
- ad est, con la placca eurasiatica, lungo l'importantissima dorsale medio-atlantica, incisa da numerose zone di frattura; la stessa dorsale segna a sudest il confine con la placca africana;
- a sud, la fossa delle Cayman e la fossa di Porto Rico marcano un margine convergente che la separa dalla placca caraibica, mentre la zona di confine con la placca sudamericana è poco definita e ancora piuttosto sconosciuta;
- a sudovest, lungo la costa pacifica del Messico, un margine convergente segnato dalla fossa centroamericana segna il confine con la piccola placca delle Cocos;
- ad ovest, la placca nordamericana confina con la placca pacifica tramite un margine conservativo segnato da una serie di faglie tra le quali la più celebre è la faglia di Sant'Andrea; a nordovest, il confine con la placca pacifica è segnato dall'arco insulare delle Aleutine e dalla fossa oceanica omonima; presso la costa del Canada sudoccidentale e dell'Alaska sudorientale la placca nordamericana confina con le tre piccole placche di Gorda, Explorer e di Juan de Fuca, che subducono al di sotto di essa;
- a nord, il confine con la placca euroasiatica passa lungo la dorsale di Gakkel, mentre nell'estremo nordest della Russia il confine geologico è segnato dalla catena dei monti Čerskij.

La placca nordamericana viaggia verso l'Europa ad una velocità relativamente contenuta, mai superiore ai 4 millimetri l'anno;ogni dodici-ventiquattro mesi, però, rilevazioni molto approfondite hanno dimostrato che questa zolla muti il suo progressivo avvicinamento al cuore della placca atlantica, generalmente la zolla nordamericana rimane pressoché fissa per pochi giorni, per poi riprendere la sua avanzata;questa è una particolarità di questa placca tettonica, introvabile nelle altre zolle, che oramai hanno intrapreso un assetto costantemente cinetico.
Naturalmente, la zolla nordamericana riveste un ruolo di primaria importanza nei fenomeni strettamente connessi ai movimenti terrestri separati, e provoca frequentemente delle faglie, la più famosa delle quali è quella di Sant'Andrea, in California;quest'ultimo è un territorio parzialmente facente parte della zolla pacifica, parzialmente di quella nordamericana;a causa del rapido spostamento verso est della zolla del Nord America, la faglia è originata.